# Вінаго жовточеревий
Віна́го жовточеревий (Treron waalia) — вид голубоподібних птахів родини голубових (Columbidae). Мешкає в Субсахарській Африці та на Аравійському півострові.

## Опис

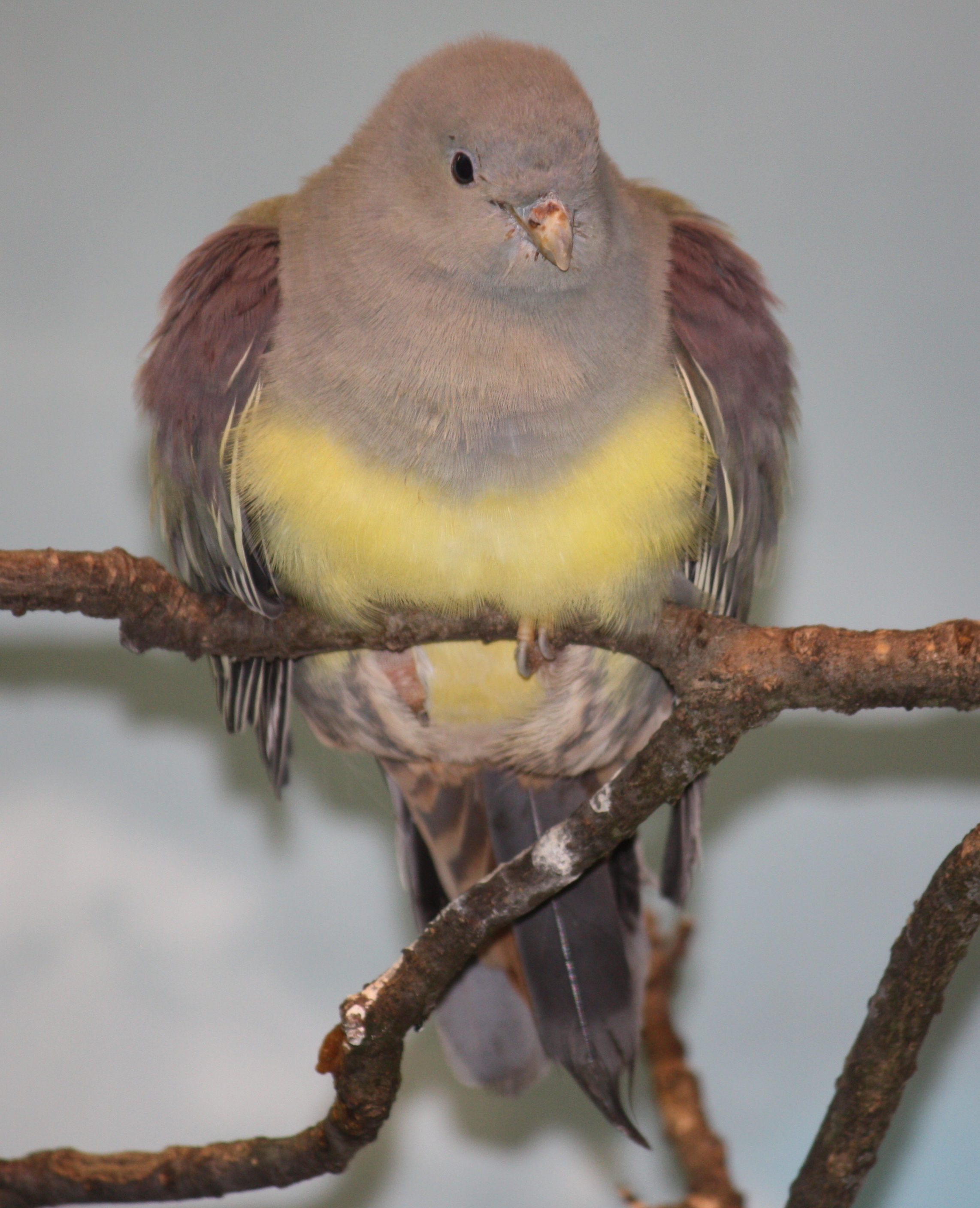
Жовточеревий вінаго

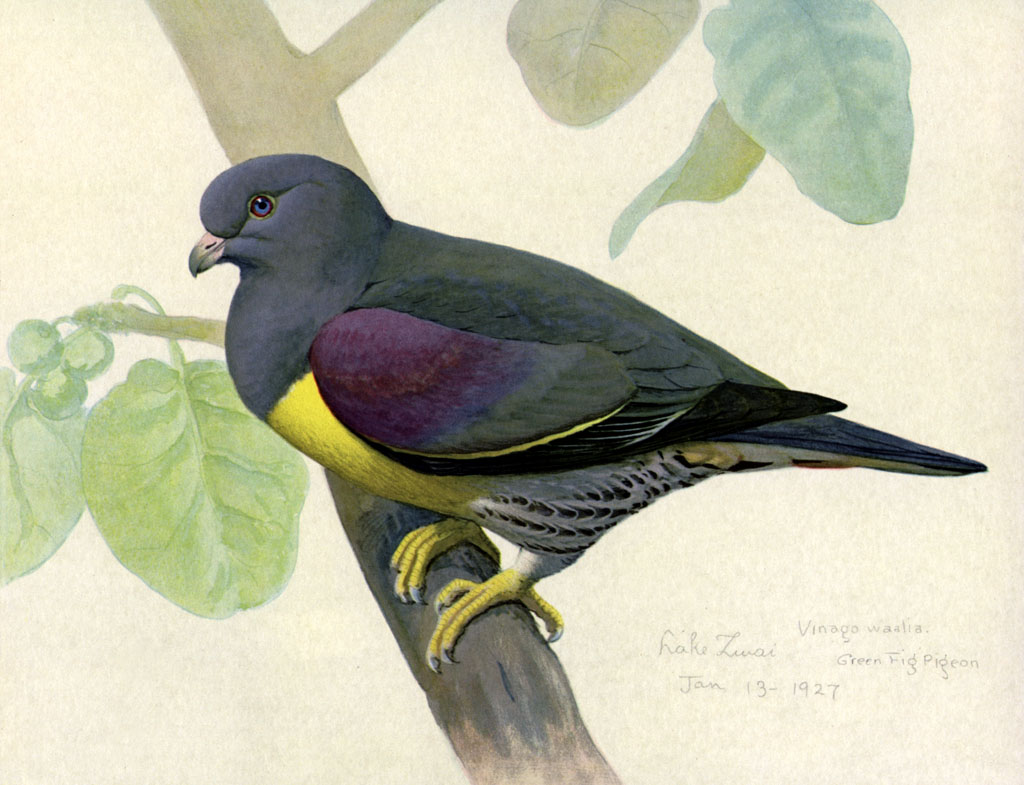
Жовточеревий вінаго

Довжина птаха становить 28-32 см. Верхня частина тіла переважно  переважно світло-оливково-зелена, нижня частина тіла світло-жовта. Голова, шия і груди світло-сіро-зелені. Плечі бордові, лапи жовті. Райдужки червоні з яскраво-синіми кільцями. Самиці мають дещо менші розміри і блідіше забарвлення.

## Поширення і екологія
Жовточереві вінаго поширені від Сенегалу і південної Мавританії до Уганди, Еритреї і північного Сомалі, а також на південному заході Саудівської Аравії, в Ємені і Омані, на острові Сокотра та на островах Фарасан. Вони живуть у вологих рівнинних тропічних лісах і чагарникових заростях, в сухих чагарникових заростях, в рідколіссях і саванах, на плантаціях, в парках і садах. Зустрічаються переважно на висоті від 600 до 2400 м над рівнем моря. Ведуть деревний спосіб життя. Живляться майже виключно плодами фікуса Ficus platphylla. Сезон розмноження в Західній Африці триває з грудня по вересень, в деяких частинах Східної Африки з листопада по травень, на решті Східної Африки у квітні-травні. В кладці 2 яйця.